# Pseudocohnilembus
Pseudocohnilembidae
Famille
Genre
Pseudocohnilembus, unique représentant de la famille des Pseudocohnilembidae, est un genre de Ciliés de l’ordre des Hymenostomatida (classe des Oligohymenophorea).

## Étymologie
Le nom Pseudocohnilembus est composé du préfixe pseudo, « faux », et du suffixe cohnilembus, en référence au genre Cohnilembus Kahl, 1933., lequel est lui même composé du préfixe cohn, en référence au microbiologiste allemand Ferdinand J. Cohn, et du suffixe lembus, en référence au genre Lembus décrit par Cohn en 1866.

## Description
Ce cilié est de petite taille (< 80 μm). Sa forme est allongée-pyriforme. Il vit en natation libre. Sa ciliation somatique est holotriche (c'est-à-dire uniforme), clairsemée ; un cil caudal est présent. Sa région buccale est longue et peu profonde. Il présente des polykinétides oraux avec de longs axes alignés plus ou moins avec le grand axe du corps et de la région buccale.
Son macronoyau est globulaire à ellipsoïde. Micronoyau, vacuole contractile et cytoprocte (anus) sont présents. Les espèces de ce genre sont bactérivores ou charognardes.

## Habitat et répartition
Ce cilié vit dans des habitats marins, saumâtres et salins sous forme libre. Certaines espèces sont occasionnellement endocommensales dans les intestins des échinides (oursins), mais il existe une espèce d'eau douce et coprozoïque (c'est-à-dire associée aux déjections), Pseudocohnilembus fluviatilis, découverte dans le lac de barrage de Navacerrada (en) (Espagne).

## Liste des espèces
Selon GBIF (20 novembre 2023) :
- Pseudocohnilembus antoniensis Fernandez-Leborans, 1986
- Pseudocohnilembus binucleatus Foissner, Agatha & Berger, 2002
- Pseudocohnilembus caeci (Powers, 1935) Foissner, 1985
- Pseudocohnilembus cantabricus Fernandez-Leborans & Casto de Zalumbide, 1984
- Pseudocohnilembus fluviatilis Fernandez-Leborans & Novillo, 1994[2]
- Pseudocohnilembus hargisi Evans & Thompson, 1964
- Pseudocohnilembus longisetus Evans & Thompson, 1964
- Pseudocohnilembus marinus Thompson, 1966
- Pseudocohnilembus persalinus Evans & Thompson, 1964  Espèce type
- Pseudocohnilembus portuensis Fernandez-Leborans, 1986
- Pseudocohnilembus pusillus (Quennerstedt, 1869) Foissner & Wilbert, 1981
  - Synonyme de Pseudocohnilembus persalinus Basionyme : Lembus pusillus Quennerstedt, 1869
- Pseudocohnilembus putrinus (Kahl, 1928) Foissner & Wilbert, 1981
- Pseudocohnilembus veisovi Alekperov & Musayev, 1988

## Publication originale
- (en) F.R. Evans et J.C. Thompson, « Pseudocohnilembidae new family, a hymenostome ciliate family containing one genus, Pseudocohnilembus n. g., with three new species », Journal of Protozoology, États-Unis, vol. 11, no 3,‎ août 1964, p. 344-352 (ISSN 0022-3921, e-ISSN 2375-0804).

## Systématique
Frederick R. Evans (d) et Jesse C. Thompson ont créé le genre Pseudocohnilembus  en 1964, en faisant allusion au genre Cohnilembus de la famille des Cohnilembidae, ces deux taxons ayant été créés par Alfred Kahl en 1933.
Les espèces de Limbus décrites par Kahl en 1931, ont ensuite été classées en plusieurs familles, citons notamment :
Famille des Pseudocohnilembidae
- Lembus pusillus Quennerstedt, 1869 devenue Pseudocohnilembus pusillus (Quennerstedt, 1869) Foissner & Wilbert, 1981 ;

Famille des Cohnilembidae
- Lembus verminus (Müller, 1786) Kahl, 1931 (basionyme Vibrio verminus Müller, 1786) devenue  Cohnilembus verminus (Müller, 1786) Kahl, 1933,